# مرجان أزرق هبرني
مرجان أزرق هبرني (الاسم العلمي: Heliopora hiberniana) هو نوع من اللاسعات يتبع جنس المرجان الأزرق من فصيلة المرجانيات الزرقاء.